# Maria van Alexandrië

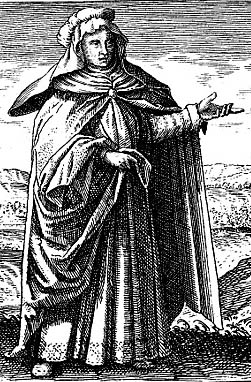
Maria de Alchemiste, gravure uit het boek Symbola Aurea Mensae Duodecim Nationum (1617) van Michael Maier

Maria van Alexandrië, ook Maria de Alchemiste, Maria Prophetissa of Maria de Jodin, was een alchemiste en uitvinder uit Alexandrië. Ze zou geleefd hebben ergens in de eerste drie eeuwen van onze jaartelling, hoewel ze soms ook de zuster van Mozes wordt genoemd.

## Alchemistisch werk
Ze zou het bain-mariesysteem hebben uitgevonden voor chemische processen waarbij een geleidelijke opwarming vereist is. De term bain-marie voor dit procedé werd in de 14e eeuw geïntroduceerd door Arnaldus de Villa Nova. Ook de ontdekking van zoutzuur wordt soms aan haar toegeschreven. Het zou de eerste Joodse vrouw zijn van wie teksten zijn overgeleverd. Fragmenten van Maria's geschriften, waaronder de Maria practica, zijn te vinden in collecties van oude alchemie, zoals de geschriften van de derde- of vierde-eeuwse alchemist Zosimos, die herhaaldelijk Maria's beschrijvingen en instructies citeerde. Een bekende alchemistische tekst van haar is De dialoog van Maria en Aros over het magisterium van Hermes, die wordt aangehaald in hermetische geschriften.

## Axioma van Maria
Het axioma van Maria is een grondregel uit de alchemie, die wordt geformuleerd als "Uit de Ene komt Twee, Twee wordt Drie, en uit Drie  komt de Ene als Vierde tevoorschijn." De Zwitserse psychiater Carl Gustav Jung (1875-1961) gebruikte het axioma als een metafoor voor het individuatieproces uit de analytische psychologie.
- Gemeinsame Normdatei: 1267434333
- Nationale Bibliotheek van Tsjechië: mzk2012704900
- Virtual International Authority File: 250996421